# Allium lehmannii
Allium lehmannii — вид рослин з родини амарилісових (Amaryllidaceae); ендемік Італії.

## Опис
Цибулина субсферична, 16 × 15,5 мм; зовнішні оболонки сіро-коричневі з чорнуватими поздовжніми прожилками, без цибулинок. Стеблина (18)24(38) см заввишки, діаметром 2–2,5 мм, зелена вгорі й червонувато-коричнева в нижній половині, загорнута в листові піхви на 1/4–1/2 висоти. Листків 4–5, завдовжки (17)18(20) см, шириною 1,5–2,0 мм, нерівні, напівциліндричні. Суцвіття 35 × 18 мм, дуже пухкі, квітконіжки різної довжини. Оцвітина довгасто-дзвінчаста. Листочки оцвітини розміром 5 × 1,5 мм, рожеві з зеленувато-коричневими, а потім червонуватими жилками. Коробочка закруглена. Насіння два на комірку. 2n = 16.
Період цвітіння: червень — липень.

## Поширення
Ендемік Італії — Сицилія та Калабрія. Має геліофільний та термоксерофільний характер. Схоже, віддає перевагу вапняковим або глинисто-вапняним субстратам у напівскельних, напівпосушливих, субліторальних місцях між 200–800 м н.р.м..